# Цыбульник, Василий Тихонович
Василий Тихонович Цыбульник (6 апреля 1914, Грайворон, Курская губерния — 11 февраля 1979, Грайворон, Белгородская область) — пулемётчик 175-го гвардейского стрелкового полка 58-й гвардейской стрелковой дивизии 5-й гвардейской армии 1-го Украинского фронта, гвардии ефрейтор — на момент представления к награждению орденом Славы 1-й степени.

## Биография
Родился 6 апреля 1914 года в городе Грайворон (ныне районный центр Белгородской области) в семье рабочего. Русский. Образование начальное. Работал на местном мясопредприятии.
В сентябре 1941 года был призван в Красную Армию. Раненым попал в плен. После побега из плена был зачислен рядовым стрелком в 175-й гвардейский стрелковый полк 58-й гвардейской дивизии, которая в то время вела боевые действия на территории Польши. 8 августа 1944 года в районе села Ратае Глина стрелковая рота, в которой служил Цыбульник, вышла к Висле. Ночью внезапным ударом бойцы захватили мост, подготовленный к взрыву, и до рассвета отражали атаки гитлеровцев. 9 августа подошли основные силы полка. Гитлеровцы пошли в атаку крупными силами. До батальона пехоты с двадцатью семью танками пытались отбить мост. Рядовой Цыбульник при отражении контратаки уничтожил из автомата двенадцать вражеских солдат. Приказом от 20 августа 1944 года за смелость и мужество при захвате моста и в бою за плацдарм гвардии рядовой Василий Тихонович Цыбульник был награждён орденом Славы 3-й степени.
23 января 1945 года дивизия, развивая наступление, вышла на Одер и y населенного пункта Фишсбах переправилась на западный берег. Гвардии ефрейтор Цыбульник, действуя в составе передового подразделения, одним из первых ворвался во вражескую траншею и в ходе боя уничтожил пятнадцать фашистов. 24 января во время контратаки гитлеровцев был ранен командир отделения. Цыбульник принял командование на себя и организовал отражение контратаки. Гвардейцы отбили атаки противника и удержали занимаемый рубеж. Приказом по войскам 5-й гвардейской армии от 24 марта 1945 года за смелость и мужество, проявленные в боях на плацдарме, гвардии ефрейтор Василий Тихонович Цыбульник награждён орденом Славы 2-й степени.
Последнее наступление началось 16 апреля. Дивизия действовала на правом фланге 34-го гвардейского стрелкового корпуса. После мощной артиллерийской подготовки вслед за огневым валом гвардейцы вброд форсировали реку Нейсе у населенного пункта Браунсдорф и ворвались во вражескую траншею. Гвардии рядовой Цыбульник, который в это время был первым номером станкового пулемета, в рукопашной схватке уничтожил трех гитлеровцев. Установив пулемет в очищенной от врага траншее, он открыл огонь по живой силе и огневым точкам противника, особенно мешавшим продвижению стрелковых подразделений. Он уничтожил несколько огневых точек и четырнадцать вражеских солдат. Гвардейцы вышли на реку Шпрее и к исходу 18 апреля на западном берегу в районе населённого пункта Бурхаммер захватили плацдарм. Отсюда, отбив контратаки противника, устремились на запад. 25 апреля вышли на Эльбу, форсировали её в районе города Торгау и здесь встретились с передовыми подразделениями 69-й пехотной дивизии 1-й американской армии.
Указом Президиума Верховного Совета СССР от 15 мая 1946 года за исключительное мужество, отвагу и бесстрашие, проявленные на заключительном этапе Великой Отечественной войны в боях с гитлеровскими захватчиками гвардии ефрейтор Василий Тихонович Цыбульник награждён орденом Славы 1-й степени. Стал полным кавалером ордена Славы.
В 1946 году В. Т. Цыбульник был демобилизован. Вернулся на родину, в город Грайворон. Работал по довоенной специальности. Умер 11 февраля 1979 года.
Награждён орденами Славы 3-х степеней, медалями.

## Память
- В городе Грайвороне по Пролетарской улице на фасаде дома номер 30, где он жил, установлена мемориальная доска.
- В городе Грайворон на Мемориале памяти герою установлен бюст.